# Язлыев, Чары
Чары Язлыев (туркм. Çary Ýazlyýew) — туркменский государственный деятель.

## Дата и место рождения
Родился в 1946 году в сельсовете Чапаев Тедженского района Ашхабадской области.
Образование высшее. В 1969 г. окончил Туркменский государственный университет имени А. М. Горького.
Трудовую деятельность начал в 1969 году преподавателем кафедры всеобщей истории. Далее работал младшим научным сотрудником Института истории АН Туркменистана, преподавателем, старшим преподавателем кафедры марксистско-ленинской философии и научного коммунизма Туркменского сельскохозяйственного института. В дальнейшем занимал должности доцента кафедры всеобщей истории, профессора кафедры истории Туркменского государственного университета.
Позднее работал заведующим учебно-научным центром истории, деканом факультета истории, проректором Туркменского государственного университета имени Махтумкули, заместителем Председателя Высшего совета по науке и технике при Президенте Туркменистана.
15.06.2000 — 16.01.2001 — Заместитель председателя Кабинета Министров Туркмении.
01.2001 — 08.2001 — ректор Туркменского государственного университета.
08.2001 — 25.01.2006 — ректор Туркменского педагогического института имени Сейди.
08.2001 — 25.01.2006 — председатель Высшего совета по науке и технике при Президенте Туркменистана.

## Варианты транскрипции имени и фамилии
- Фамилия: Язлиев